# José Figueres Ferrer
José María Hipólito Figueres Ferrer (25 de setembro de 1906 - 8 de junho de 1990) foi um político, serviu como presidente de Costa Rica em três ocasiões: entre 1948 e 1949, entre 1953 e 1958, e entre 1970 e 1974. Figueres foi o responsável pela abolição do exército da Costa Rica durante o seu primeiro mandato, além de nacionalizar os bancos e instituir o voto feminino.

## Início de vida e educação
Figueres nasceu em 25 de setembro de 1906 em San Ramón, na província de Alajuela. Figueres era o mais velho dos quatro filhos de um médico catalão e sua esposa, uma professora, que haviam imigrado recentemente da Catalunha para San Ramón, no centro-oeste da Costa Rica. A língua materna de Figueres foi o catalão.
Em 1924 partiu para Boston, Estados Unidos, em uma viagem de trabalho e estudo. Lá ele estudou engenharia hidrelétrica no Instituto de Tecnologia de Massachusetts. Figueres retornou à Costa Rica em 1928 e comprou uma fazenda em Tarrazú.
Figueres tornou-se um bem-sucedido cafeicultor e fabricante de cordas, empregando mais de 1.000 meeiros e trabalhadores de fábricas. Descreveu a si mesmo como um "agricultor socialista", ele construiu moradias e forneceu cuidados médicos e recreação para seus trabalhadores e estabeleceu uma fazenda comunitária de vegetais e um laticínio com leite gratuito para os filhos dos trabalhadores.
Seus meeiros podiam vender cânhamo cultivado em sua plantação a ele a preço de mercado para uso em sua fábrica de cordas, ou vendê-lo em outro lugar se lhes fosse oferecido um preço melhor.

## Vida política

### Retorno à Costa Rica, às Eleições de 1948 e à Guerra Civil
Ele retornou à Costa Rica em 1944, após ser preso e exilado por criticar o ex-presidente Rafael Cálderon Guardia em 1942. Ele então uniu forças contra o governo de Teodoro Picado Michalski. Em 1948 lançou uma revolta, depois que o Congresso anulou a eleição do candidato da oposição Otilio Ulate Blanco, provocando uma guerra civil que terminaria com a vitória do Exército de Libertação Nacional, liderado por Figueres. Seguiu-se o pacto Figueres-Ulate, que deu ao Exército dezoito meses para reformar o Estado e iniciar a transformação da sociedade costa-riquenha.

### Presidência interina (1948-1949)
Após a guerra civil, Figueres tornou-se presidente à frente de uma junta provisória, conhecida como Conselho Fundador, que manteve o poder por 18 meses. Durante esse tempo, ele tomou várias ações:
- abolindo o exército (como precaução contra o militarismo que tem perenemente frustrado ou minado a democracia na América Central)[1] Figueres disse que foi inspirado a desarmar a Costa Rica por H. G. Wells "The Outline of History", que ele leu em 1920 enquanto estava no MIT. "O futuro da humanidade não pode incluir as forças armadas. Polícia, sim, porque as pessoas são imperfeitas", declarou. Desde então, a Costa Rica não tem exército e mantém uma força policial nacional de 7.500 membros para uma população de mais de cinco milhões.[4]
- permitiu que mulheres e analfabetos votassem;[3]
- pôr em prática a legislação de base em matéria de bem-estar;[5]
- bancos nacionalizados;[5]
- proibiu o Partido Comunista;[3]
- dirigiu a redação de uma nova constituição;[3]
- educação pública garantida para todos;[3]
- deu cidadania aos filhos de imigrantes negros;[3]
- estabeleceu o serviço público para eliminar o sistema de despojos no governo;[3]

"Em pouco tempo, decretamos 834 reformas que mudaram completamente a fisionomia do país e trouxeram uma revolução mais profunda e humana do que a de Cuba", disse Figueres em uma entrevista de 1981.
Uma vez que Figueres ganhou o controle, a legislação que ele aprovou em relação à reforma social não era muito diferente das propostas de Calderón. De fato, alguns historiadores, como David LaWare, acreditam que as reformas sociais de Figueres eram mais ou menos as mesmas do Código do Trabalho de Calderón de 1943, com a principal diferença sendo que Figueres havia ganhado o poder com o qual promulgar as leis, detendo o apoio completo de praticamente todo o país. Ambos os programas de líderes eram, em muitos casos, exatamente como os que Franklin D. Roosevelt aprovou durante a Grande Depressão, que ajudou a tirar os EUA de sua própria recessão econômica e declínio social que enfrentaram na década de 1930. Figueres admirava o que o presidente Franklin D. Roosevelt fazia; no entanto, ele observou que "o preço que ele teve que pagar para fazer seus programas passarem foi deixar a comunidade empresarial livre no exterior para estabelecer ditaduras e fazer o que quisessem... O que precisamos agora é de um New Deal internacional, para mudar as relações entre o Norte e o Sul."
Figueres renunciou após 18 meses, entregando seu poder a Otilio Ulate, e desde então os costarriquenhos resolveram seus argumentos constitucionalmente.
"Suas mãos não estão limpas para combater o comunismo quando você não luta contra ditaduras", disse Figueres a entrevistadores americanos em 1951. "Parece que os Estados Unidos não estão interessados em um governo honesto aqui embaixo, desde que um governo não seja comunista e fale da boca para fora da democracia."

### Segundo governo (1953-1958)
Em 1953, Figueres criou o Partido da Libertação Nacional (PLN), o partido mais bem sucedido da história política da Costa Rica, e foi devolvido ao poder em 1953. Ele tem sido considerado a figura política mais importante da história da Costa Rica.
Durante seus vários mandatos, nacionalizou o sistema bancário e contribuiu para a construção da Rodovia Pan-Americana que atravessa a América Central. Promoveu o setor da indústria privada e estimulou o setor da indústria nacional. Ele conseguiu energizar a classe média do país, criando um forte amortecedor entre as classes alta e baixa.
O que mais alarmou as autoridades dos EUA foi o apoio material e moral de Figueres à Legião do Caribe, embora Figueres tivesse obviamente perdido o interesse na Legião depois que ele ganhou o poder. Mas Figueres ainda criticou o apoio dos EUA aos ditadores, chegando a boicotar a reunião interamericana de 1954 porque foi realizada em Caracas, onde o presidente da Venezuela, Marcos Pérez Jiménez, um governante militar, dominava.
Figueres cooperou alegremente com os planos militares norte-americanos. Depois que os Estados Unidos estabeleceram a Escola das Américas na Zona do Canal do Panamá para treinar oficiais latino-americanos em técnicas anticomunistas, mais "policiais" costarriquenhos se formaram na Escola entre 1950 e 1965 do que os oficiais de qualquer outra nação hemisférica, exceto a Nicarágua.

### Terceiro governo (1970-1974)
O fim dos fundos da Aliança para o Progresso, bem como o colapso do Mercado Comum Centro-Americano, ameaçaram paralisar a economia do país até que Figueres descobriu um novo mercado vendendo 30.000 toneladas de café para a União Soviética em 1972. A Costa Rica tornou-se então a única nação centro-americana a estabelecer relações diplomáticas com Moscou. O Banco Mundial e o Fundo Monetário Internacional também entregaram milhões de dólares para manter a economia à tona.

Quando os opositores do presidente da Nicarágua, Anastasio Somoza Debayle, tomaram um avião em San José em 1971, os Figueres de 1,60 metro ficaram na pista e apontaram uma submetralhadora para a cabine até que os sequestradores se rendessem. Por sua própria conta, ele também quase arruinou uma cúpula centro-americana de 1973 quando criticou cinco generais do exército, dizendo: "Não é estranho que todos vocês bastardos sejam generais, e eu sou o único civil, mas sou o único que já lutou uma guerra?".